# Omvänt klassrum
Omvänt klassrum, även kallat inverterat klassrum och det flippade klassrummet, från engelskans the flipped classroom, är en form av "blended learning" med stark tonvikt på användning av digitala verktyg. Modellen innebär att läraren vänder på de traditionella begreppen genom att ge webbaserade genomgångar som hemläxa istället för den traditionella föreläsningen i klassrummet, för att skapa tid och utrymme i klassrummet för mer laborativt arbete.

## Beskrivning
Inför ett moment förbereder läraren det centrala innehållet med genomgångsmaterial i form av till exempel en videofilm, wiki, podcast eller text på en blogg. Alternativt används ett färdigställt material. Eleverna får sedan i uppgift att gå igenom materialet så många gånger de behöver för att ta till sig innehållet före nästa lektion. Detta innebär att lektionen kan ägnas åt fördjupning, analys, individuell anpassning samt feedback. Studier har visat att metoden kan leda till markanta förbättringar i elevresultat. Modellen med omvänt klassrum har blivit så utspridd att filmade genomgångar för genomförande finns tillgängliga inom i princip samtliga skolämnen. 
Omvänt klassrum innebär ett större ansvar för eleven att aktivt ta del av undervisningen. Det innebär också att läraren kan använda det frigjorda utrymmet på lektionstid till pedagogiskt väl genomtänkta aktiviteter åt eleverna. Jackie Gerstein beskriver det som ett initiativ av pedagogen med ”experiential engagement” (i klassrummet) och ”concept exploration” (online-innehåll) som leder till ett elevgenererat meningsinnehåll, demonstration och skapande.

## Historia
Professor Eric Mazur började använda instruktionsfilm när han undervisade på Harvard under 1990-talet. År 2004 startades  Khan Academy och arbetssättet blev tillgängligare även för ”secondary education” (gymnasiet) i USA. Andra som har arbetat länge med omvänt klassrum är Jonathan Bergmann och Aaron Sams. Bergmann och Sams har skrivit boken Flip Your Classroom - Reach Every Student in Every Class Every Day.
I Sverige har metoden introducerats av individer inom lärarkåren själva och spridit sig via nätverk på sociala medier.

## För- och nackdelar
Det finns mycket diskussion kring omvänt klassrum. Fördelarna är bland annat att eleverna får möjlighet att lära sig i sin egen takt, de har hela tiden tillgång till genomgångar (vilket ger möjlighet att upprepa en föreläsning så ofta de vill) och tid för verkligt och ett fördjupat arbete i klassrummet. Förespråkarna menar att ett omvänt klassrum har potential att engagera eleverna även i andra områden än just det ämne som genomförs med omvänt klassrum. De är närvarande och blir medvetna om sitt eget kunskapsinhämtande genom en konstruktivistisk inlärningsmodell.
De som är tveksamma till omvänt klassrum visar på att elevernas eventuella avsaknad av internetuppkoppling eller dator hemma blir en svårighet och att modellen enbart innebär en förflyttning av dåliga föreläsningar i klassrummet till webben. Det skulle också innebära tidsbrist för elever hemma om alla ämnen genomförs med omvänt klassrum, eftersom de inte skulle hinna se alla filmer i alla ämnen.